# Dear God (Avenged Sevenfold)
Dear God è un singolo del gruppo musicale statunitense Avenged Sevenfold, pubblicato il 13 luglio 2008 come quarto estratto dal quarto album in studio Avenged Sevenfold.

## Tracce
CD promozionale (Regno Unito)
1. Dear God (Edit) – 4:29

CD promozionale (Stati Uniti)
1. Dear God (Edit) – 3:56

CD (Regno Unito)
1. Dear God – 6:34
2. Afterlife (Live Video)

Download digitale
1. Dear God – 6:33
2. Crossroads – 4:29

## Formazione
Hanno partecipato alle registrazioni, secondo le note di copertina di Avenged Sevenfold:
Gruppo
- M. Shadows – voce
- Synyster Gates – chitarra solista
- Zacky Vengeance – chitarra
- Johnny Christ – basso
- The Rev – batteria

Altri musicisti
- Greg Leisz – lap steel guitar, pedal steel guitar, banjo
- Shanna Crooks – voce aggiuntiva

Produzione
- Avenged Sevenfold – produzione
- Fred Archambault – ingegneria del suono
- Clifton Allen – assistenza tecnica ai Sunset Sound Recorders
- Chris Steffens – assistenza tecnica agli Eldorado Recording Studios
- Robert DeLong – assistenza tecnica agli Eldorado Recording Studios
- Aaron Walk – assistenza tecnica ai Capitol Studios
- Andy Wallace – missaggio
- Mike Scielzi – assistenza al missaggio
- Josh Wilbur – assistenza al missaggio
- Brian Gardner – mastering